# Деркачівська волость (Лебединський повіт)
Деркачівська волость — адміністративно-територіальна одиниця Лебединського повіту Харківської губернії.
На 1862 рік до складу волості входили:
- слобода Деркачівка;
- передмістя Засулля.

Станом на 1914 рік волость було ліквідовано, територію приєднано до Недригайлівської волості.